# Venkatraman Ramakrishnan
Venkatraman Ramakrishnan FRS (n. 1952, Chidambaram⁠(d), Madras State⁠(d), India) este un biolog american de origine indiană, laureat al Premiului Nobel pentru Chimie în 2009, pentru „studii ale structurii și funcțiilor ribozomului”, împreună cu Thomas A. Steitz și Ada E. Yonath.